# Abderrahman Mahjoub
Abderrahmane Mahjoub o Abderrahmane Belmahjoub (25 d'abril, 1929 a Casablanca - 31 d'agost, 2011) fou un futbolista i entrenador de futbol marroquí.
Fou conegut amb el sobrenom de Prince du Parc (Príncep del Parc) pel seu joc dominant al mig del camp, essent un dels jugadors àrabs més destacats de la seva generació. Nasqué a Casablanca, quan aquesta formava part de la República francesa. Després de començar al Marroc es traslladà a França on jugà pel RC Paris (en diverses etapes), OGC Nice el 1953 i SO Montpellier de la segona divisió el 1960. Acabà la seva trajectòria al Wydad Casablanca, on més tard hi fou entrenador. També fou entrenador de la selecció del Marroc. Fou internacional amb França amb la qual disputà la Copa del Món de Futbol de 1954.
L'any 2006 fou escollit per la CAF com un dels 200 millors jugadors africans dels darrers 50 anys.